# È magico Charlie Brown
È magico Charlie Brown (It's Magic, Charlie Brown) è uno speciale televisivo d'animazione del 1981 diretto da Phil Roman. È il ventunesimo speciale basato sui Peanuts di Charles M. Schulz. 
Il film venne trasmesso negli Stati Uniti su CBS il 28 aprile 1981 e fu candidato per un Premio Emmy. È stato distribuito anche come Questa è magia, Charlie Brown.

## Trama
Snoopy rende Charlie Brown invisibile durante un numero di magia, ma ha problemi nel farlo tornare come prima.

## Distribuzione

### Edizione italiana
Il film è stato trasmesso in Italia nel 1982 su Canale 5, con doppiaggio eseguito dallo Studio P.V. Successivamente, è stato trasmesso con un altro doppiaggio da Junior TV, all'interno della serie The Charlie Brown and Snoopy Show. Nel 2023, è stato distribuito con un terzo doppiaggio in streaming su Apple TV+ per la serie I classici Peanuts, con il titolo Questa è magia, Charlie Brown.

### Doppiaggio
| Personaggio    | Doppiatore originale       | Doppiatore italiano (1982) | Doppiatore italiano (anni 90) | Doppiatore italiano (2023) |
| -------------- | -------------------------- | -------------------------- | ----------------------------- | -------------------------- |
| Charlie Brown  | Michael Mandy              | Daniela Fava               | Martino Consoli               | Arturo Sorino              |
| Snoopy         | Bill Melendez              | Bill Melendez              | Bill Melendez                 | Bill Melendez              |
| Woodstock      | Bill Melendez              | Bill Melendez              | Bill Melendez                 | Bill Melendez              |
| Linus Van Pelt | Earl Reilly                | Lisa Mazzotti              | Renata Bertolas               | Alberto Pilara             |
| Lucy Van Pelt  | Sydney Penny               | Graziella Porta            | Renata Bertolas               | Sara Labidi                |
| Piperita Patty | Brent Hauer                | Laura Merli                | Francesca Vettori             | Ilaria Pellicone           |
| Marcie         | Shannon Cohn/Casey Carlson | Milena Albieri             |                               | Bianca Demofonti           |
| Schroeder      | Christopher Donohoe        | Milena Albieri             | Guido Bettali                 |                            |
| Franklin       | Earl Reilly                | Lisa Mazzotti              | Giuseppe Calvetti             | Valeriano Corini           |

### Edizioni home video
Il film è stato distribuito in VHS nel 1986 dalla Multivision con il primo doppiaggio. Successivamente, è stato distribuito con il secondo doppiaggio da Hobby & Work in VHS e DVD, e da Warner Home Video nel 2008 all'interno del DVD di È il Grande Cocomero, Charlie Brown.

## Riconoscimenti
1981 – Primetime Emmy Awards
- Nomination Outstanding Animated Program a Lee Mendelson e Bill Melendez